# Rurka mleczna
Rurka mleczna, przewód mleczny, mlecznik, latycyfer – twory wydzielnicze występujące wewnątrz organów roślin, tworzące często rozgałęziony system wypełniony sokiem mlecznym. Sok mleczny może również występować w pojedynczych, krótkich komórkach mlecznych. Sok mleczny składa się z różnych substancji m.in. takich jak: węglowodany, woski, białka, kauczuk, żywice, olejki eteryczne.
Rury mleczne powstają z komórek mlecznych na dwa sposoby. Pierwszy polega za rozrastaniu się komórek mlecznych w wyniku kolejnych podziałów jądrowych bez jednoczesnego podziału komórki. Drugi sposobem jest łączenie się znajdujących się obok siebie komórek mlecznych. Rury mleczne powstałe w wyniku podziałów komórek nazywane są rurami nieczłonowanymi, a jeśli powstają z wielu łączących się komórek określane są jako rury członowane. Komórki tworzące rurki mleczne należą do najdłuższych w świecie roślin osiągając do kilku metrów długości.
Komórki mleczne występują w korze pierwotnej, łyku, promieniach drzewnych, rdzeniu i tkance miękiszowej liści. Rury mleczne występują u paproci z rodzaju Regnellidium, u drzew iglastych oraz w kilkudziesięciu rodzinach jednoliściennych i dwuliściennych (m.in. wilczomleczowate, morwowate, makowate, rośliny kauczukodajne, maniok).